# Patricio de la Garza
Patricio de la Garza (Monterrey, Nuevo León, 29 de abril de 2007) o también conocido como Pato de la Garza es una actor mexicano de televisión, conocido por sus participaciones en producciones de la empresa Televisa particularmente en roles estelares infantiles en melodramas como Antes muerta que Lichita, Papá a toda madre y Ringo.

## Carrera artística
Es egresado del CEA infantil de Televisa, debutó a los ocho años realizando el rol estelar infantil a lado de Maite Perroni y Arath de la Torre en la telenovela Antes muerta que Lichita de la productora Rosy Ocampo en 2015.
Al año siguiente participó en Símplemente María melodrama estelarizado por Claudia Álvarez, José Ron y Ferdinando Valencia.
Entre 2017 y 2018 trabaja en Papá a toda madre a lado nuevamente de Maite Perroni, Sebastián Rulli y Mark Tacher.
En 2019 obtiene nuevamente un rol estelar infantil en la producción de Lucero Suárez Ringo al lado de los actores Mariana Torres y Jose Ron.
Hasta 2022 labora al lado de Angelli Nesma en su producción Amor dividido al lado de los actores Eva Cedeño y Gabriel Soto, entre otros más.

## Filmografía

### Televisión
| Año       | Título                   | Personaje                          |
| --------- | ------------------------ | ---------------------------------- |
| 2015      | Simplemente María        | Martín                             |
| 2015-2016 | Antes muerta que Lichita | Mateo Duarte Uribe                 |
| 2016      | La rosa de Guadalupe     | /                                  |
| 2016-2017 | 40 y 20                  | Manuelito                          |
| 2017-2018 | Papá a toda madre        | Ernesto "Neto" Barrientos Valencia |
| 2019      | Ringo                    | Santiago Ramírez Ortiz             |
| 2021      | Esta historia me suena   | Bruno                              |
| 2022      | Amor dividido            | Francisco "Pancho" Tovar Moreno    |
| 2023      | Perdona nuestros pecados | Martín Quiroga                     |
| 2024      | Tu vida es mi vida       | Ulises                             |